# Pseudolithoxus
Pseudolithoxus (Псевдолітоксус) — рід риб триби Ancistrini з підродини Hypostominae родини Лорікарієві ряду сомоподібні. Має 5 видів. Наукова назва походить від грецьких слів pseudes, тобто «несправжній», lithos — «камінь», oxys — «гострий».

## Опис
Загальна довжина представників цього роду коливається від 9,5 до 12 см. Голова широка, морда трохи витягнута, зверху сильно сплощені, вкриті збільшеними одонтодами (шкіряними зубчиками), особливо на краю морди. Очі помірного розміру розташовані у верхній частині голови. Тулуб сплощений в області спини та черева. Спинний плавець високий й довгий (7 м'яких променів), з 2 маленькими шипами, на яких є невеличкі одонтоди. Жировий плавець крихітний. Грудні плавці доволі довгі, трохи серпоподібні, їх шипи наділені одонтодами як у самців, та й самиць (цим значно відрізняються від інших лорікарієвих). Черевні плавці значно менші. Анальний плавець поступається останнім, має розгалужені промені (1 жорсткий) й коротку основу. Хвостовий плавець короткий і широкий.
Відрізняються види малюнком на основному — сірому або чорному — фоні: білі чи коричневі смуги (плями) з різними відтінками й формами.

## Спосіб життя
Це демерсальні риби. Воліють прісну воду. Трапляються в швидких потоках на кам'янистих ґрунтах. Соми риють під камінням печерки, де і ховаються від денного світла. Утворюють невеличкі косяки. Живляться м'якими водоростями та личинками комах.

## Розповсюдження
Мешкають в басейнах річок Оріноко, Вентуарі, Ріо-Негро, Касік'яре і Аро.

## Утримання в акваріумі
Для цих сомів акваріум може бути невисокий — 25-30 см. Основою є великий річковий пісок або дрібна галька темних тонів. На ґрунт укладають каміння середнього розміру й неправильної форми з пласкою основою.
Неагресивні рибки. Утримувати можна групою від 3-5 особин з умовою, що у кожного сома буде свій індивідуальний камінь-будинок. Перший час, після підселення сомів може виникнути бійка через вподобаний камінь кількома особами одночасно. При наявності кам'янистих розсипів проблема швидко вирішується. Рослини і корчі сомам не потрібні. Сусідами можуть стати цихліди-ретрокулюси, невеликі види креніцихл, телеоціхли, пародон.
Їдять в неволі рибки живий харч та замінники. Підгодовують сомів свіжими овочами і таблетками, що містять спіруліну. З технічних засобів знадобиться потужний внутрішній фільтр для створення сильної течії або компресор, помпа. Температура утримання повинна становити 20-24 °C.

## Види
- Pseudolithoxus anthrax
- Pseudolithoxus dumus
- Pseudolithoxus kelsorum
- Pseudolithoxus nicoi
- Pseudolithoxus tigris